# Bellengreville (Seine-Maritime)
Pour les articles homonymes, voir Bellengreville.
Bellengreville est une commune française située dans le département de la Seine-Maritime en région Normandie.

## Géographie

### Hydrographie
La commune est située dans le bassin Seine-Normandie. Elle est drainée par l'Eaulne, le cours d'eau 01 des Annettes, des bras de l'Eaulne et divers autres petits cours d'eau,.
L'Eaulne, d'une longueur de 45 km, prend sa source dans la commune de Mortemer et se jette  dans l'Arques en limite des communes d'Arques-la-Bataille et de Martin-Église, après avoir traversé 19 communes. Les caractéristiques hydrologiques de l'Eaulne sont données par la station hydrologique située sur la commune d'Ancourt. Le débit moyen mensuel est de 1,01 m3/s. Le débit moyen journalier maximum est de 10,3 m3/s, atteint lors de la crue du 1er avril 2001. Le débit instantané maximal est quant à lui de 7,3 m3/s, atteint le 11 mai 2001.

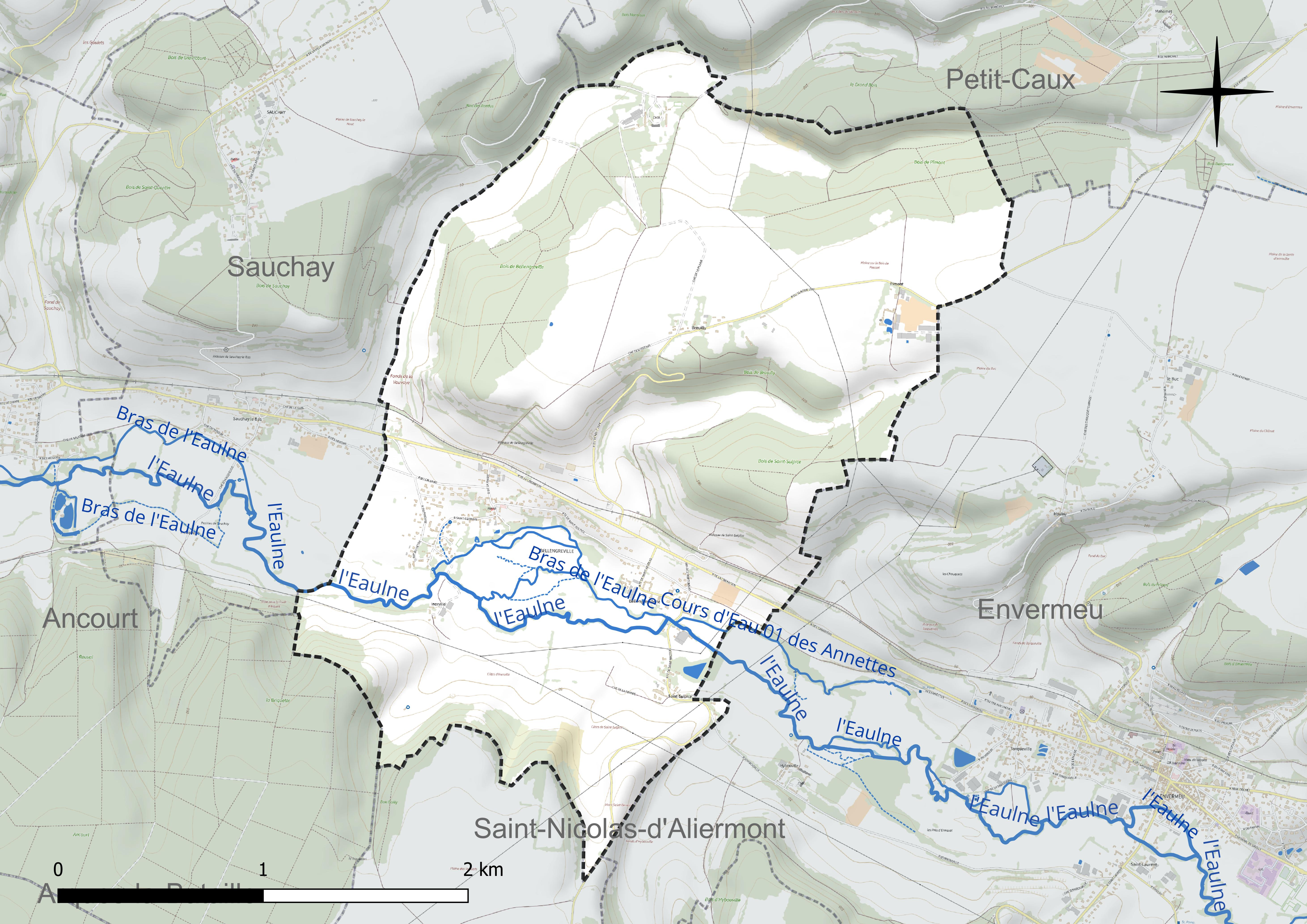
Réseau hydrographique de Bellengreville.

### Climat
Pour des articles plus généraux, voir Climat de la Normandie et Climat de la Seine-Maritime.
En 2010, le climat de la commune est de type climat océanique altéré, selon une étude du CNRS s'appuyant sur une série de données couvrant la période 1971-2000. En 2020, Météo-France publie une typologie des climats de la France métropolitaine dans laquelle la commune est exposée à un climat océanique et est dans la région climatique Côtes de la Manche orientale, caractérisée par un faible ensoleillement (1 550 h/an) ; forte humidité de l’air (plus de 20 h/jour avec humidité relative > 80 % en hiver), vents forts fréquents. Parallèlement le GIEC normand, un groupe régional d’experts sur le climat, différencie quant à lui, dans une étude de 2020, trois grands types de climats pour la région Normandie, nuancés à une échelle plus fine par les facteurs géographiques locaux. La commune est, selon ce zonage, exposée à un « climat maritime », correspondant au Pays de Caux, frais, humide et pluvieux, légèrement plus frais que dans le Cotentin.
Pour la période 1971-2000, la température annuelle moyenne est de 10,7 °C, avec une amplitude thermique annuelle de 13,6 °C. Le cumul annuel moyen de précipitations est de 895 mm, avec 13,2 jours de précipitations en janvier et 8,3 jours en juillet. Pour la période 1991-2020, la température moyenne annuelle observée sur la station météorologique la plus proche, située sur la commune de Dieppe à 10 km à vol d'oiseau, est de 11,3 °C et le cumul annuel moyen de précipitations est de 805,2 mm,. Pour l'avenir, les paramètres climatiques de la commune estimés pour 2050 selon différents scénarios d'émission de gaz à effet de serre sont consultables sur un site dédié publié par Météo-France en novembre 2022.

## Urbanisme

### Typologie
Au 1er janvier 2024, Bellengreville est catégorisée commune rurale à habitat dispersé, selon la nouvelle grille communale de densité à sept niveaux définie par l'Insee en 2022.
Elle est située hors unité urbaine. Par ailleurs la commune fait partie de l'aire d'attraction de Dieppe, dont elle est une commune de la couronne,. Cette aire, qui regroupe 62 communes, est catégorisée dans les aires de 50 000 à moins de 200 000 habitants,.

### Occupation des sols
L'occupation des sols de la commune, telle qu'elle ressort de la base de données européenne d’occupation biophysique des sols Corine Land Cover (CLC), est marquée par l'importance des territoires agricoles (64,1 % en 2018), en diminution par rapport à 1990 (71,9 %). La répartition détaillée en 2018 est la suivante : 
terres arables (34,7 %), forêts (29,5 %), prairies (29,4 %), zones urbanisées (6,4 %). L'évolution de l’occupation des sols de la commune et de ses infrastructures peut être observée sur les différentes représentations cartographiques du territoire : la carte de Cassini (XVIIIe siècle), la carte d'état-major (1820-1866) et les cartes ou photos aériennes de l'IGN pour la période actuelle (1950 à aujourd'hui).

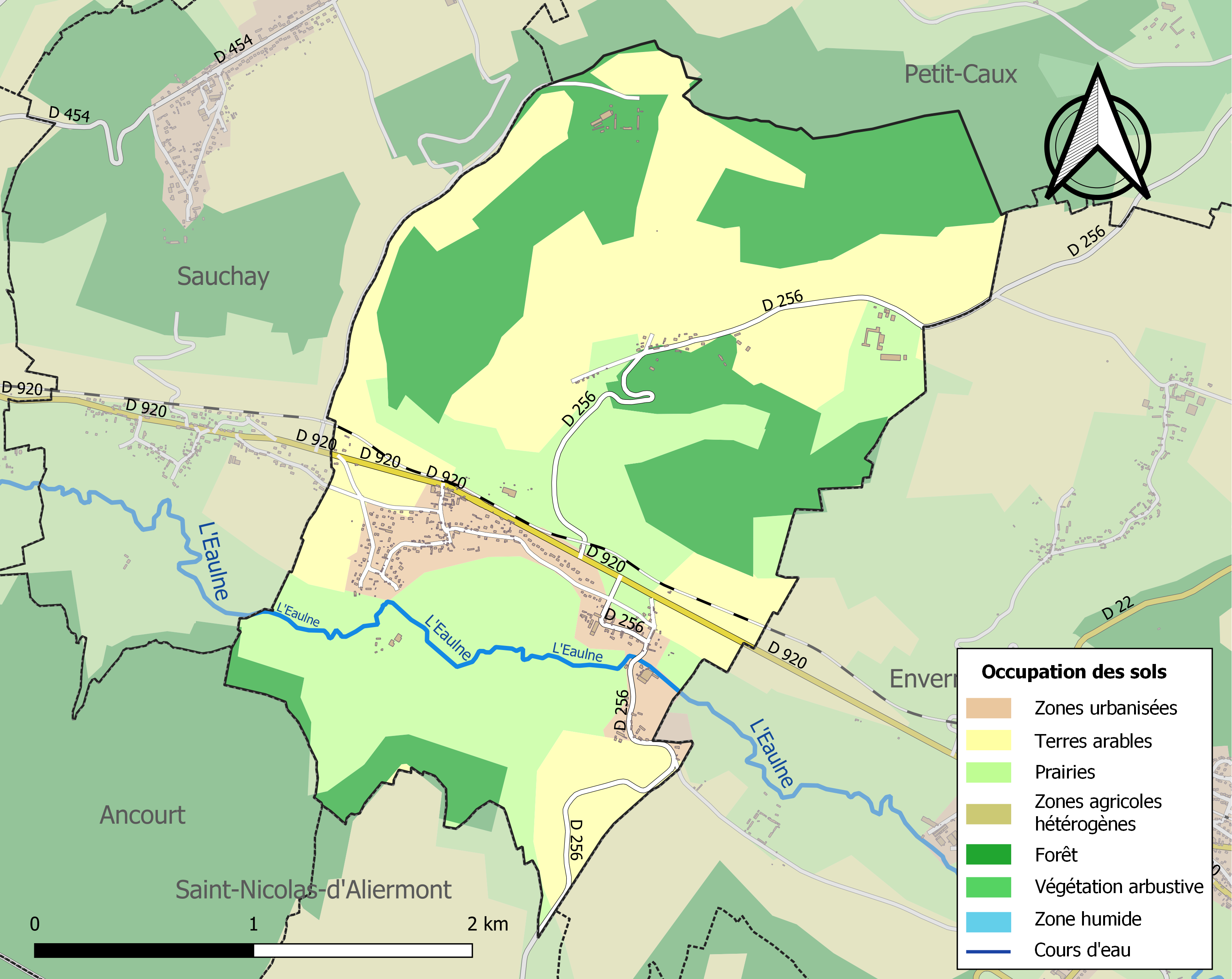
Carte des infrastructures et de l'occupation des sols de la commune en 2018 (CLC).

## Toponymie
Le nom de la localité est attesté sous la forme Berengarivilla vers 1100, Bellengreville en 1738 (Pouillés).
Il s'agit d'un toponyme en -ville au sens ancien de « domaine rural » (cf. villa rustica), précédé d'un anthroponyme d'origine germanique, Bérenger, et signifiant « domaine de Bérenger ».

## Histoire
Le 31 août 1944, les Allemands massacrent cinq personnes.[réf. nécessaire]

## Politique et administration
| Période                                  | Période                    | Identité                    | Étiquette | Qualité                         |
| ---------------------------------------- | -------------------------- | --------------------------- | --------- | ------------------------------- |
| Les données manquantes sont à compléter. |                            |                             |           |                                 |
| 1886                                     | 1901                       | Pierre-Constant Petiteville |           | Instituteur                     |
| 1933                                     |                            | H. Bance                    |           |                                 |
| Les données manquantes sont à compléter. |                            |                             |           |                                 |
|                                          | juin 1995                  | Louis Avril                 |           |                                 |
| juin 1995                                | mars 2008                  | Gérard Decroix              |           |                                 |
| mars 2008                                | 20 mars 2017               | René Godefroy               |           | Agriculteur Décédé en fonctions |
| mai 2017                                 | En cours (au 10 août 2020) | Bruno Gendron               |           | Réélu pour le mandat 2020-2026  |

## Démographie
L'évolution du nombre d'habitants est connue à travers les recensements de la population effectués dans la commune depuis 1793. Pour les communes de moins de 10 000 habitants, une enquête de recensement portant sur toute la population est réalisée tous les cinq ans, les populations de référence des années intermédiaires étant quant à elles estimées par interpolation ou extrapolation. Pour la commune, le premier recensement exhaustif entrant dans le cadre du nouveau dispositif a été réalisé en 2006.

En 2022, la commune comptait 471 habitants, en évolution de −1,87 % par rapport à 2016 (Seine-Maritime : +0,35 %, France hors Mayotte : +2,11 %).
| 1793 | 1800 | 1806 | 1821 | 1831 | 1836 | 1841 | 1846 | 1851 |
| ---- | ---- | ---- | ---- | ---- | ---- | ---- | ---- | ---- |
| 168  | 152  | 137  | 134  | 348  | 354  | 356  | 370  | 369  |

| 1856 | 1861 | 1866 | 1872 | 1876 | 1881 | 1886 | 1891 | 1896 |
| ---- | ---- | ---- | ---- | ---- | ---- | ---- | ---- | ---- |
| 362  | 426  | 386  | 342  | 300  | 391  | 414  | 363  | 352  |

| 1901 | 1906 | 1911 | 1921 | 1926 | 1931 | 1936 | 1946 | 1954 |
| ---- | ---- | ---- | ---- | ---- | ---- | ---- | ---- | ---- |
| 390  | 366  | 311  | 315  | 297  | 327  | 358  | 292  | 268  |

| 1962 | 1968 | 1975 | 1982 | 1990 | 1999 | 2006 | 2011 | 2016 |
| ---- | ---- | ---- | ---- | ---- | ---- | ---- | ---- | ---- |
| 257  | 278  | 313  | 377  | 404  | 397  | 469  | 455  | 480  |

| 2021 | 2022 | - | - | - | - | - | - | - |
| ---- | ---- | - | - | - | - | - | - | - |
| 472  | 471  | - | - | - | - | - | - | - |

## Culture locale et patrimoine

### Lieux et monuments
- Église Saint-Germain.

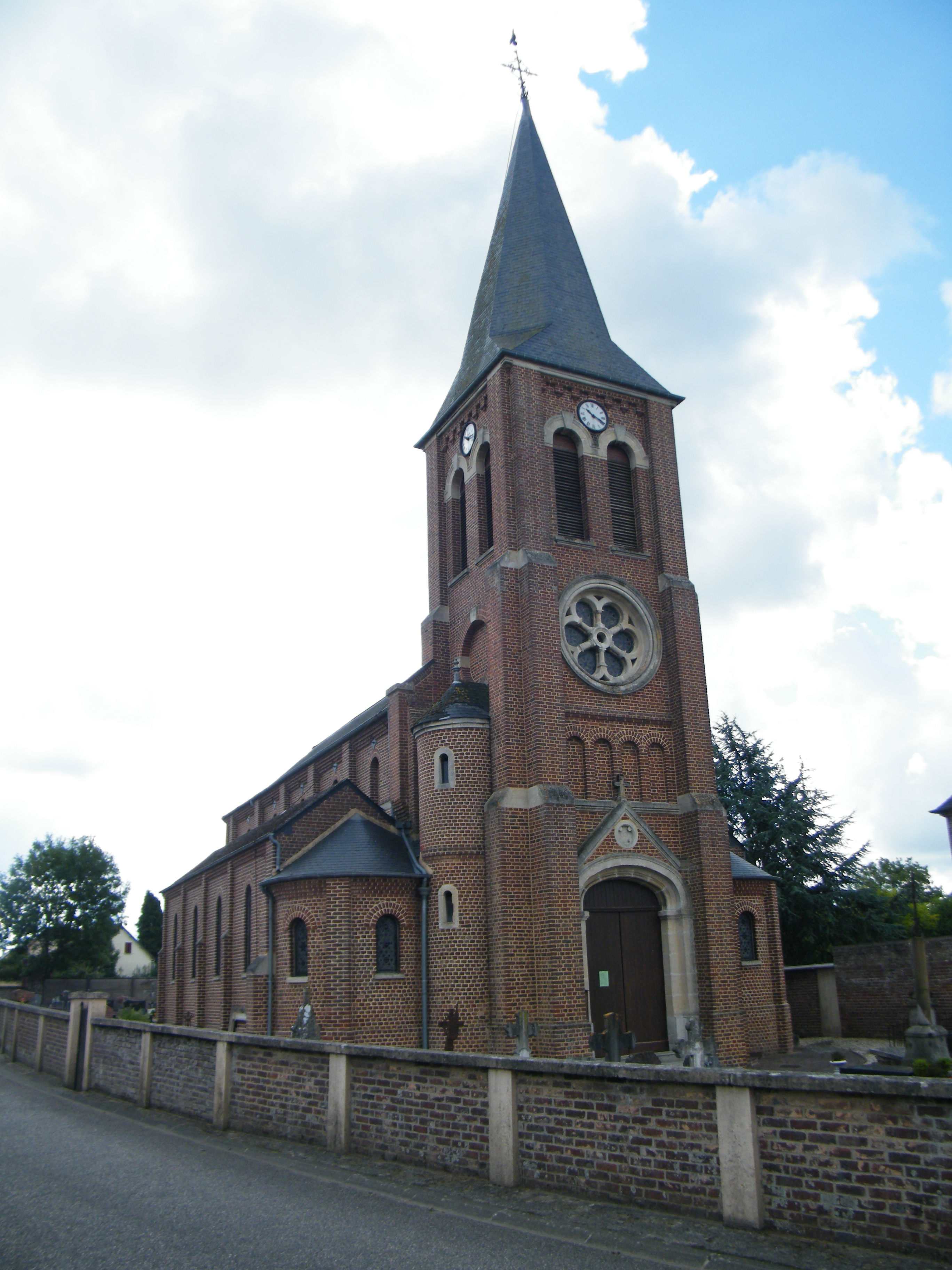
Église.
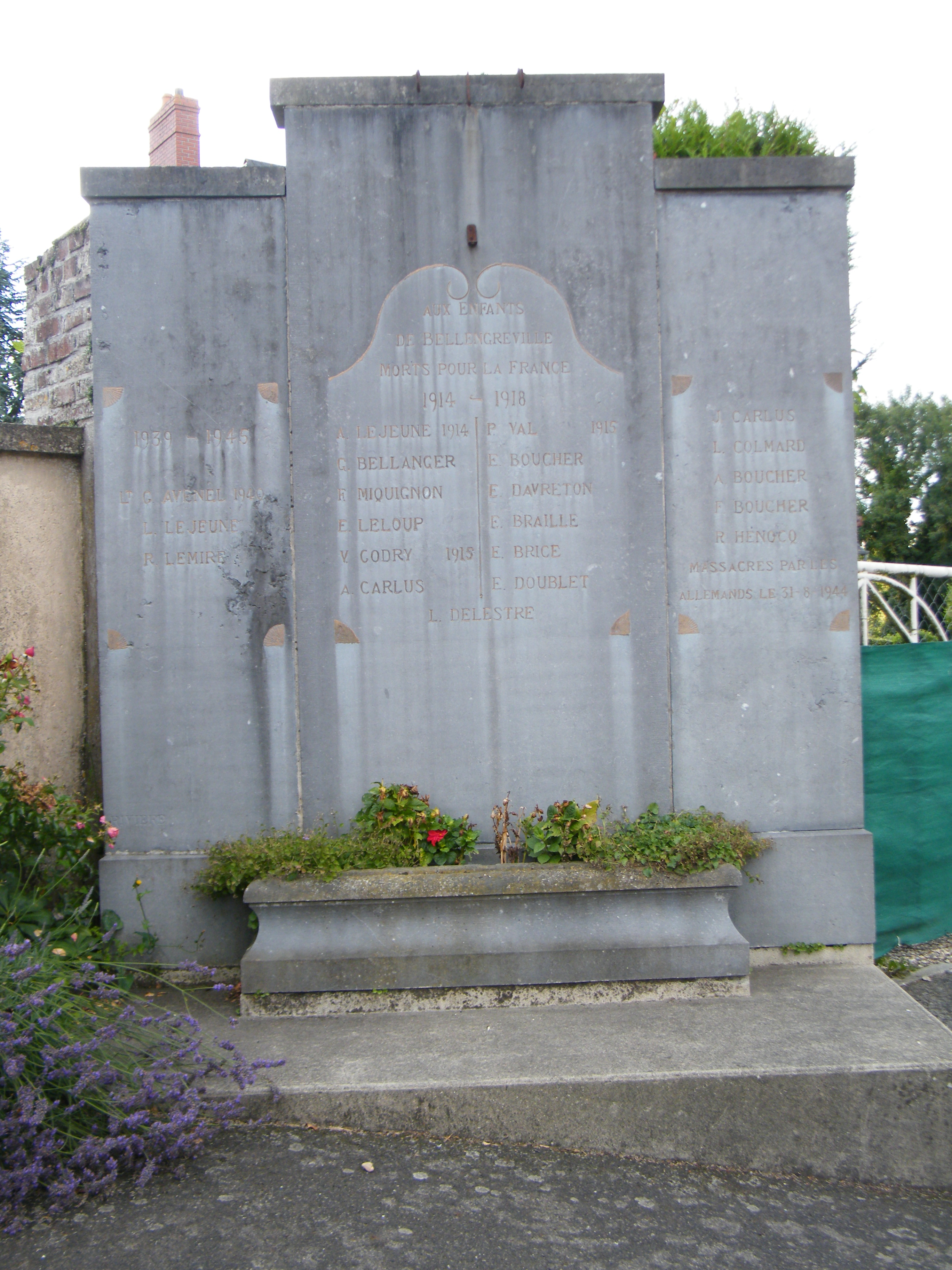
Monument aux morts.

### Héraldique
| Armes de Bellengreville | Les armes de la commune de Bellengreville se blasonnent ainsi : D'or au chevron abaissé de gueules accompagné en chef de trois étoiles rangées en fasce et en pointe d’un croissant le tout de sable. |